# Medicine Hat Tigers
Medicine Hat Tigers – juniorska drużyna hokejowa grająca w WHL w dywizji centralnej, konferencji wschodniej. Drużyna ma swoją siezibę w Medicine Hat w Kanadzie.
- Rok założenia: 1970–1971
- Barwy: pomarańczowo-czarne
- Trener: Willie Desjardins
- Manager: Willie Desjardins
- Hala: Medicine Hat Arena

## Osiągnięcia
- Ed Chynoweth Cup: 1973, 1987, 1988, 2004, 2007
- Memorial Cup: 1987, 1988
- Scotty Munro Memorial Trophy: 1986, 2006